# Islas Vírgenes de los Estados Unidos en los Juegos Olímpicos de Pekín 2022
Las Islas Vírgenes Estadounidenses estuvo representada en los Juegos Olímpicos de Pekín 2022 que se celebran en China del 4 al 22 de febrero, heciendo su regreso a los juegos desde su última participación en Sochi 2014.

## Participantes
La delegación está compuesta por una mujer, Katie Tannenbaum que participa en Skeleton, pero que no pudo hacerse presente durante la ceremonia de apertura al dar positivo por Covid-19.

## Deportes
Atletas por deporte:
| Deporte  | Hombres | Mujeres | Total |
| -------- | ------- | ------- | ----- |
| Skeleton | 0       | 1       | 1     |
| Total    | 0       | 1       | 1     |

## Resultados

### Skeleton
| Atleta           | Evento  | Carrera 1 | Carrera 1 | Carrera 2 | Carrera 2 | Carrera 3 | Carrera 3 | Carrera 4    | Carrera 4    | Total   | Total |
| Atleta           | Evento  | Tiempo    | Pos.      | Tiempo    | Pos.      | Tiempo    | Pos.      | Tiempo       | Pos.         | Tiempo  | Pos.  |
| ---------------- | ------- | --------- | --------- | --------- | --------- | --------- | --------- | ------------ | ------------ | ------- | ----- |
| Katie Tannenbaum | Femenil | 1:06.48   | 25        | 1:07.36   | 25        | 1:04.84   | 25        | No clasificó | No clasificó | 3:18.68 | 25    |